# Административна подјела Русије

## Административна и општинска подјела
У Русији постоје двије врсте територијалне подјеле:
- административно-територијална — за уредно спровођење функција државне управе (види: ОКАТО);
- општинска — за организацију мјесне самоуправе (види: ОКТМО).

Постоје два основна приступа у односу административне и општинске подјеле:
- комбинација двије врсте подјеле — граница општински рејона поклапа се са границама административних рејона. Примјер: Административно-територијална подјела Чељабинске области;
- правно раздвајање двије врсте подјеле — границе административних и општинских јединица могу се мијењати независно, у границама административног рејона могу дјеловати два општинска рејона или општински рејон и градски рејон. Примјер: Административно-територијална подјела Свердловске области.

Поред тога, у субјектима федерације могу се створити додатни административни нивои. На примјер:
- са гледишта општинске подјеле, Москва је подијељена на:
  - 146 унутарградских територија града федералног значаја (види: Мјесна самоуправа у Москви);
- административно, Москва се дијели на:
  - 12 административних округа (нпр. Сјевероисточни административни округ) — административни нивои, одсутни у општинској схеми подјеле
    - Рејони (поклапају са територијама општина).

## Субјекти Руске Федерације
- 22 републике
- 9 покрајина
- 46 области
- 3 града федералног значаја
- 1 аутономна област
- 4 аутономна округа

Русија је федерална држава и састоји се од равноправних субјеката Руске Федерације, у овом тренутку има 85 субјеката — република, покрајина, области, градова федералног значаја, аутономне области, аутономних округа.